# Objeto transnetuniano ressonante

Distribuição de centauros e objetos transnetunianos, com os objetos ressonantes em vermelho. O eixo horizontal representa o semieixo maior e período orbital, enquanto o vertical representa a inclinação.

Em astronomia, um objeto transnetuniano ressonante é um objeto transnetuniano em ressonância orbital com Netuno. Os períodos orbitais dos objetos ressonantes são uma relação simples com o período de Netuno (1:2, 2:3 etc). Por exemplo, um objeto em ressonância orbital 2:3 com Netuno completa 2 órbitas a cada 3 de Netuno. Objetos transnetunianos ressonantes podem tanto ser parte da população principal do cinturão de Kuiper, quanto do disco disperso.
Acredita-se que objetos que estão atualmente em ressonância orbital com Netuno inicialmente seguiam órbitas heliocêntricas independentes. Durante a migração de Netuno no início da história do Sistema Solar, o planeta dispersava os corpos que encontrava; nesse processo, alguns dos corpos foram capturados em ressonância.

## Populações conhecidas

### Ressonância 2:3 ("plutinos", período de ~250 anos)
A ressonância 2:3 em 39,4 UA é de longe a maior categoria entre os objetos ressonantes, com 141 membros. Os objetos dessa classe são chamados de plutinos, nome dado em homenagem a Plutão, o primeiro plutino descoberto. Alguns grandes plutinos incluem:
- 90482 Orco
- (84922) 2003 VS2
- (208996) 2003 AZ84
- 28978 Íxion
- 38628 Huya

### Ressonância 3:5 (período de ~275 anos)
Uma população de 10 objetos conhecidos a 42,3 UA do Sol, incluindo:
- (15809) 1994 JS
- (24835) 1995 SM55
- (80806) 2000 CM105
- (120347) Salaciä
- (126154) 2001 YH140
- (143751) 2003 US292
- (149349) 2002 VA131
- (315530) 2008 AP129
- (434709) 2006 CJ69
- (437871) 2001 FN185
- (469420) 2001 XP254
- (469584) 2003 YW179
- (470027) 2006 RC103
- (470523) 2008 CS190
- (482824) 2013 XC26
- (495613) 2015 FG345
- (499514) 2010 OO127
- (500829) 2013 GT136
- (501105) 2013 SA87
- (503883) 2001 QF331
- (523627) 2008 QB43
- (523677) 2013 UF15
- (523688) 2014 DK143
- (523731) 2014 OK394
- (523743) 2014 TA86
- (523762) 2014 WX509
- (523773) 2014 XS40
- (529780) 2010 MQ116
- (530839) 2011 UK411
- (531682) 2012 UB178
- (531683) 2012 UC178
- (534074) 2014 QZ441
- (534314) 2014 SJ349
- (535022) 2014 WN509
- (543434) 2014 OL394
- (545361) 2011 GZ61
- (559181) 2015 BX518
- (579082) 2014 KF113
- (612086) 1999 CX131
- (612985) 2005 JA175
- (613087) 2005 SE278
- (613100) 2005 TN74
- (613468) 2006 QQ180
- (613857) 2007 TZ417
- (669235) 2012 TC324

### Ressonância 4:7 (período de ~290 anos)
Outra população importante, com 24 membros conhecidos, está a cerca de 43,7 UA do Sol. Os objetos dessa classe são pequenos (apenas um objeto tem magnitude absoluta maior que 6) e a maioria seguem órbitas próximas da eclíptica. Alguns objetos dessa classe:
- (469306) 1999 CD158, o maior
- (119956) 2002 PA149
- (119070) 2001 KP77
- (118378) 1999 HT11
- (118698) 2000 OY51

### Ressonância 1:2 ("twotinos", período de ~330 anos)
A ressonância 1:2, localizada a cerca de 47,8 UA do Sol, é muitas vezes considerada o limite exterior do cinturão de Kuiper. Objetos em ressonância 1:2 são conhecidos como twotinos. Twotinos têm inclinações menores que 15° e no geral excentricidades moderadas (entre 0,1 e 0,3). Há 15 objetos dessa classe conhecidos.
Existem muito menos objetos em ressonância 1:2 que plutinos. Simulações orbitais a longo prazo mostram que a ressonância 1:2 é menos estável que a 2:3; apenas 15% dos twotinos permanecem nessa condição por 4 bilhões de anos, comparados os 28% dos plutinos. Consequentemente é possível que os twotinos tenham sido originalmente tão numerosos quanto os plutinos, porém o número foi diminuindo muito com o passar do tempo.
Objetos com órbitas bem estabilizadas (em ordem de magnitude absoluta):
- (119979) 2002 WC19
- (523671) 2013 FZ27
- (531092) 2013 HV156
- (612931) 2005 CA79
- (308379) 2005 RS43
- 2012 JH67
- (523617) 2007 PS45
- (523601) 2003 UY413
- 2014 WT69
- 2015 BE519
- (523691) 2014 DO143
- (26308) 1998 SM165
- 2013 CF229
- 2012 KW51
- 2004 HP79
- 2011 EY90
- 2004 TV357
- (137295) 1999 RB216
- 2003 UP292
- 2001 FQ185
- 2013 JJ64
- (20161) 1996 TR66
- 2015 KN167
- 2016 NZ90
- 2012 DX98
- 2002 VD130
- (130391) 2000 JG81
- 1997 SZ10
- 2013 JE64

### Ressonância 2:5 (período de ~410 anos)
Há 15 objetos em ressonância orbital 2:5, localizados a cerca de 55,4 UA do Sol, incluindo:
- (84522) 2002 TC302, candidato a planeta anão
- (143707) 2003 UY117
- (119068) 2001 KC77
- (135571) 2002 GG32
- (69988) 1998 WA31

### Outras ressonâncias
Há outras ressonâncias com um número menor de objetos, incluindo:
- 4:5  (35 UA, ~205 anos) (131697) 2001 XH255
- 3:4 (36,5 UA, ~220 anos) (143685) 2003 SS317, (15836) 1995 DA2
- 5:7 (37,7 UA, ~230 anos) 2013 RD157
- 7:10 (38,3 UA, ~237 anos) 2014 UF229
- 7:11 (40,4 UA, ~255 anos) 2014 GX53
- 5:8 (41,4 UA, ~264 anos) 2005 VZ122
- 9:16 (44,3 UA, ~293 anos) 2010 VV224
- 5:9 (44,5 UA, ~295 anos) (437915) 2002 GD32[6]
- 3:6 (46,5 UA, ~325 anos) 2013 TA228
- 6:13 (50,3 UA, ~340 anos) 2014 FF72
- 5:11 (51,0 UA, ~355 anos) 2013 RM109
- 4:9 (52 UA, ~370 anos) (42301) 2001 UR163, (182397) 2001 QW297, 2001 KG76[7]
- 3:7  (53 UA, ~385 anos) (131696) 2001 XT254, (95625) 2002 GX32, (183964) 2004 DJ71, (181867) 1999 CV118
- 5:12  (55 UA, ~395 anos) (79978) 1999 CC158, (119878) 2002 CY224[8] (84% de probabilidade de acordo com Emel'yanenko)
- 3:8  (57 UA, ~440 anos) (82075) 2000 YW134[9] (84% de chance de acordo com Emel’yanenko)
- 2:7  (70 UA, ~580 anos) 2006 HX122[10] (Resultados preliminares sugerem uma ressonância 2:7. Outras observações são necessárias.)

Objetos ressonantes em órbitas distantes:
- 1:3  ("threetinos", 62,5 UA, ~495 anos) (136120) 2003 LG7
- 1:4  ("fourtinos", 76 UA, ~660 anos) 2003 LA7[11]
- 1:5 (88 UA, ~820 anos) (612732) 2003 YQ179 (provavelmente é uma coincidência)[12]

Planetas anões em ressonâncias não confirmadas (possivelmente coincidentes) incluem:
- 7:12  (43 UA, ~283 anos) Haumea[13]
- 6:11  (45 UA, ~302 anos) Makemake[14] ((182294) 2001 KU76 parece estar na ressonância 6:11 também)
- 3:10  (67 UA, ~549 anos) Gonggong (baseado em resultados preliminares)
- 5:17  (67 UA, ~560 anos) Éris[14] (Gonggong possui uma órbita similar)

### Ressonância 1:1 (troianos de Netuno, período de ~165 anos)
Alguns objetos possuem órbitas com semieixo maior muito parecido com o de Netuno, perto dos pontos de Lagrange do planeta. Esses troianos de Netuno, estão em ressonância orbital 1:1 com Netuno. Há 32 troianos de Netuno conhecidos é 2 objetos candidatos:
- (612243) 2001 QR322
- 385571 Otrera
- 2005 TN53
- 385695 Clete
- (613490) 2006 RJ103
- (527604) 2007 VL305
- 2008 LC18
- 2004 KV18
- 2011 HM102
- 2012 UV177
- 2014 QO441
- 2014 QP441
- 2010 TS191
- 2010 TT191
- 2011 SO277
- 2011 WG157
- 2013 KY18
- 2012 UW177
- 2015 RW277
- 2015 VV165
- 2015 VW165
- 2015 VX165
- 2013 RC158
- 2013 RL124
- 2013 TK227
- 2013 TZ187
- 2013 VX30
- 2014 RO74
- 2014 SC374
- 2014 UU240
- 2014 YB92
- 2015 VU207
- 2010 DF106

Apenas os dois últimos objetos estão no ponto de Lagrange L5; os outros estão no ponto L4.